# 沙利费尔
沙利费尔（法語：Chalifert，法語發音：[ʃalifɛʁ] ⓘ）是法国塞纳-马恩省的一个市镇，属于托尔西区。

## 地理
沙利费尔（48°53'19"N, 2°46'23"E）面积2.42 平方千米，位于法国法蘭西島大區塞纳-马恩省，该省份为法国北部内陆省份，北起瓦兹省，西接埃松省、马恩河谷省、塞纳-圣但尼省和瓦兹河谷省，南至卢瓦雷省，东南接约讷省，东临马恩省和奥布省，东北接埃纳省。
与沙利费尔接壤的市镇（或旧市镇、城区）包括：雅布利讷、谢西、库夫赖、当马尔、莱什。

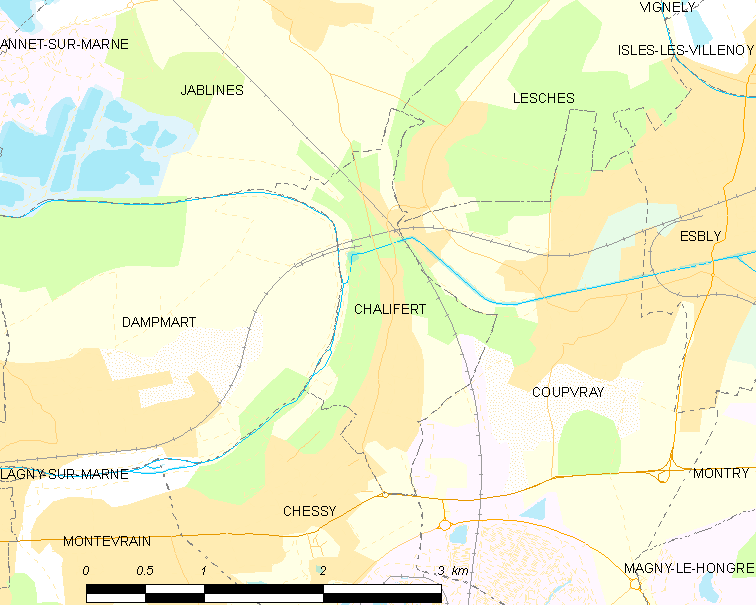
沙利费尔的OSM定位图

沙利费尔的时区为UTC+01:00、UTC+02:00（夏令时）。

## 行政
沙利费尔的邮政编码为77144，INSEE市镇编码为77075。

## 政治
沙利费尔所属的省级选区为马恩河畔拉尼县。

## 人口

1962-2008年间沙利费尔人口变化图示

沙利费尔于2022年1月1日时的人口数量为1581人。